# Opius longifoveatus
Opius longifoveatus är en stekelart som beskrevs av Fischer 1964. Opius longifoveatus ingår i släktet Opius och familjen bracksteklar. Inga underarter finns listade i Catalogue of Life.